# Wild Man Fischer
Wild Man Fischer (* jako Lawrence Wayne Fischer; 6. listopadu 1944, Los Angeles, Kalifornie, USA - 16. června 2011, tamtéž) byl americký hudebník a skladatel. Spolupracoval s mnoha hudebníky, mezi nejznámější patří Tom Waits, Jim Morrison, Frank Zappa a Janis Joplin. Zemřel na srdeční problémy.